# Okręg wyborczy Norfolk
Okręg wyborczy Norfolk powstał w 1290 r. i wysyłał do angielskiej, a następnie brytyjskiej, Izby Gmin dwóch deputowanych. Okręg obejmował hrabstwo Norfolk. Został zlikwidowany w 1832 r.

## Deputowani do brytyjskiej Izby Gmin z okręgu Norfolk

### Deputowani w latach 1290–1660
- 1586 – 1588: Christopher Heydon

### Deputowani w latach 1660–1832
- 1660–1675: Thomas Richardson, 2. lord Cramond
- 1660–1661: Horatio Townshend
- 1661–1673: Ralph Hare
- 1673–1679: John Hobart
- 1675–1679: Robert Kemp
- 1679–1679: Christopher Calthorpe
- 1679–1679: Neville Catelyn
- 1679–1685: John Hobart
- 1679–1685: Peter Gleane
- 1685–1689: Thomas Hare
- 1685–1689: Jacob Astley
- 1689–1695: William Cook
- 1689–1690: Henry Hobart
- 1690–1701: Jacob Astley
- 1695–1698: Henry Hobart
- 1698–1701: William Cook
- 1701–1702: Roger Townshend
- 1701–1710: John Holland
- 1702–1705: Jacob Astley
- 1705–1708: Roger Townshend
- 1708–1710: Ashe Windham
- 1710–1713: John Wodehouse, torysi
- 1710–1722: Jacob Astley, wigowie
- 1713–1715: Edmund Bacon
- 1715–1727: Thomas de Grey, wigowie
- 1722–1728: Thomas Coke, wigowie
- 1727–1728: John Hobart, wigowie
- 1728–1734: Harbord Harbord
- 1728–1741: Edmund Bacon, torysi
- 1734–1737: William Wodehouse, torysi
- 1737–1768: Armine Wodehouse, torysi
- 1741–1747: Edward Coke, wicehrabia Coke, wigowie
- 1747–1764: George Townshend, wigowie
- 1764–1774: Thomas de Grey
- 1768–1790: Edward Astley
- 1774–1776: Wenman Coke
- 1776–1784: Thomas Coke
- 1784–1797: John Wodehouse
- 1790–1807: Thomas Coke
- 1797–1806: Jacob Henry Astley
- 1806–1807: William Windham, wigowie
- 1807–1807: Edward Coke
- 1807–1817: Jacob Henry Astley
- 1807–1832: Thomas Coke
- 1817–1830: Edmond Wodehouse
- 1830–1832: William Ffolkes